# Ervin
Ervin ist eine ungarische und kroatische Form des männlichen Vornamens Erwin.
Unabhängig vom Vornamen ist Ervin auch ein überwiegend in den USA auftretender Familienname.

## Namensträger

### Vorname
- Ervin Acél (1935–2006), ungarischer Dirigent
- Ervin Bossányi (1891–1975), ungarischer Maler und Kunsthandwerker
- Ervin Moldován (* 1978), rumänischer Eishockeyspieler
- Ervin Šinko (1898–1967), ungarischer Schriftsteller und Professor
- Ervin Skela (* 1976), albanischer Fußballspieler
- Ervin Zádor (1935–2012), ungarischer Wasserballspieler

### Familienname
- Anthony Ervin (* 1981), US-amerikanischer Schwimmer
- Booker Ervin (1930–1970), US-amerikanischer Jazz-Saxophonist
- Erika Ervin (* 1979), US-amerikanische Schauspielerin, Model und Fitnesstrainerin
- James Ervin (1778–1841), US-amerikanischer Politiker
- John Fulton Ervin (1807–1856), US-amerikanischer Politiker
- Joseph Wilson Ervin (1901–1945), US-amerikanischer Politiker
- Lorenzo Kom’boa Ervin (* 1947), US-amerikanischer Schriftsteller, Aktivist und Black Anarchist
- Mitchell Ervin (* 1979), US-amerikanischer Basketballschiedsrichter
- Sam Ervin (1896–1985), US-amerikanischer Politiker